# Балабух Олекса
Олекса Балабух — український селянин, громадський діяч з Мостиськ (тепер районний центр Львівської області).
Обраний до Галицького сейму 1861 року, проте його повноваження сейм не затвердив, оскільки 1854 року селянин учинив злочин «тяжкого поранення».